# Хукар
Ху̀кар (на испански: Júcar) е река в Източна Испания (автономни области Кастилия-Ла Манча, Мурсия и Валенсия), вливаща се в Средиземно море. Дължина 498 km, площ на водосборния басейн 21 579 km²

## Географска характеристика
Река Хукар води началото си на 1597 m н.в., от най-високите части на планината Серания де Куенка, на 5 km североизточно от градчето Трагасете, в североизточната част на провинция Куенка, автономна област Кастилия-Ла Манча. В горното си течение е типична карстова река, течаща в поредица от тесни дефилета и малки долинни разширения. След град Куенка пресича от север на юг, а след това на изток източната част на платото Ла Манча, на места в тесни или по-широки долини. След град Кофрентес чрез тясна и дълбока каньоновидна долина (дължина около 30 km) проломява планината Сиера Мартес и в района на град Каркахенте излиза в южната част на равната Валенсийска равнина. Тук долината ѝ става широка и плитка, течението ѝ бавно и спокойно, с множество меандри, а коритото ѝ навсякъде е оградено с водозащитни диги. Влива се във Валенсийския залив на Средиземно море при град Кулиера, в провинция Валенсия.
Водосборният басейн на Хукар обхваща площ от 21 579 km², с много по-добре развит лявобрежен водосборен басейн. На североизток и юг водосборният басейн на Хукар граничи с водосборните басейни на реките Турия, Серпис и Сегура, вливащи се директно в Средиземно море, а на югозапад, запад и северозапад – с водосборните басейни на реките Гуадалкивир, Гуадиана и Тахо (от басейна на Атлантическия океан).
Основени притоци:
- леви – Валдемембра (103 km), Кабриел (220 km, 4754 km²), Магро (125 km, 1544 km²);
- десни – Балсоте, Рио Гранде, Каньолес[1].

Река Хукар има предимно дъждовно подхранване и ясно изразено зимно и пролетно пълноводие, когато нивото ѝ се покачва с няколко метра и в миналото, преди коритото ѝ в долното течение да бъде обезопасено с водозащитни диги е причинявала големи наводнения (последно през 1982 г., което освен че причинява големи материални щети, взема и 30 човешки жертви). През лятото и есента реката е маловодна, но много често явление са епизодичните прииждания през този период в резултат от поройни дъждове във водосборния ѝ басейн. Среден годишен отток в долното течение около 40 m³/sec.

## Стопанско значение, селища
Река Хукар има важно хидроенергийно и иригационно значение. По течението ѝ и по притокът ѝ Кабриел са изградени няколко големи язовира (Аларкон ок. 10 млн.m³), като в основите на преградните им стени действат мощни ВЕЦ-ове – Аларкон, Кофрентес (мощност 1000 MW), Кортес де Паляс, Милярес и др. Във Валенсийската равнина водите ѝ се използват за напояване на обширните цитрусови плантации. Най-големите селища по течението ѝ са градовете Куенка (в горното течение), Алкала де Хукар (в средното течение), Каркахенте, Алсира, Алхемеси, Суека и Кулиера (в долното течение).